# Адмиралтейская контора
Главное здание комплекса Адмиралтейской конторы — здание, построенное в конце XVIII века для казанского адмиралтейства. Находится в историческом центре, в Вахитовском районе г. Казани. Расположено по адресу улица Карла Маркса, д. 17. Является достопримечательностью улицы К. Маркса, объектом культурного наследия и памятником архитектуры федерального значения.

## Описание
Кирпичное двухэтажное здание располагается по красной линии ул. К. Маркса, в охранной зоне Казанского кремля. В углах по главному фасаду стены раскрепованы и рустованы горизонтальными полосами. Окна портика пышно украшены затейливыми наличниками. На общем фоне барочного оформления фасада в решении отдельных деталей применены элементы классического стиля.

## История
Здание было построено в 1774 году казанским губернским архитектором В.И. Кафтыревым, который является автором первого регулярного (генерального) плана Казани 1768 года, составленного во исполнение Указа императрицы Екатерины II от 25 июля 1763 года «О сделаньи всем городам, их строению и улицам специальных планов по каждой губернии особо». Этот план был «высочайшее конфирмован» 17 марта 1768 года и послужил основой для последующего казанского градостроительства.
Начиная с 1836 года комплекс Адмиралтейской конторы занимали различные медицинские учреждения:
С 1836 по 1880 год – в здании размещался Приказ общественного призрения.
С  1880 по 1917 год – Земская больница, в которой в декабре 1887 года после попытки самоубийства лечился Алеша Пешков (Максим Горький).
1917 — 1949 годы – Первая казанская рабочая больница.
1949 — 1985 годы – Больница №7.
1985 — 2012 годы – Городской кардиологический центр.
В феврале 2012 года здание было передано ASG Инвестиционной группе компаний в рамках государственно-частного партнерства между мэрией Казани и группой компаний ASG для совместной деятельности по развитию казанской агломерации и участии ASG в работе по восстановлению и реконструкции исторического центра города, заключенного 16 февраля 2012 года. Завершить реставрацию планируется к 2028 году. В здании будет создан Дворец изящных искусств.

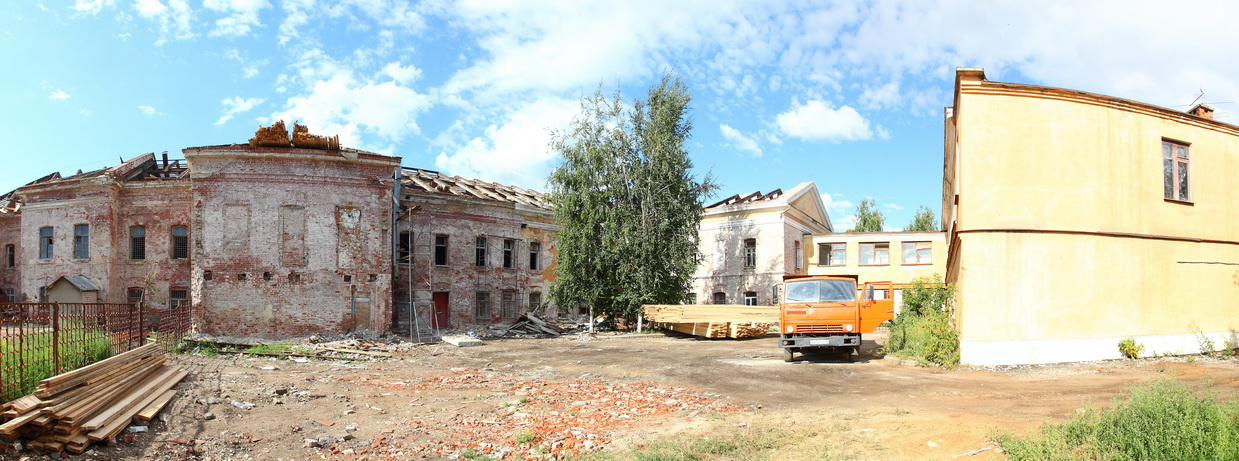
Адмиралтейская контора на реставрации